# Boris Urbánek
Boris Urbánek (* 7. března 1961 Ostrava) je český hudební skladatel, jazzový pianista, kapelník, producent, vydavatel, aranžér, lektor, zakladatel a ředitel festivalu Jazz Open Ostrava.

## Vzdělání
- 1976–1980 Gymnázium Hladnov/Jízdárenská
- 1980–1983 absolvent Konzervatoře Ostrava, obor klavír (prof. Milada Šlachtová)
- 1982–1983 Praktika Karla Velebného

## Životopis
Je vítězem několika žákovských klavírních soutěží. Od studentských let se věnuje skladbě a jeho tvorba jde napříč všemi žánry. Je autorem hudby ke třem muzikálům – Mrazík (1998) s texty Jiřího Sedláčka, Romeo a Julie (2003) s texty Jaromíra Nohavici, Harpagon je lakomec? (2021) s texty Jiřího Krhuta. Autor hudby k animovanému-hudebnímu filmu Báječná Show (2001) režiséra Vladimíra Mráze, s texty Jiřího Sedláčka a filmu Josefa Urbana 7 dní hříchu (2012) v režii Jiřího Chlumského. Je autorem hudby k mnoha divadelním hrám, televizním dokumentům, publicistickým a zábavným pořadům. Je autorem velkého množství jazzových skladeb, popových písní i skladeb vážné hudby. Dlouho se věnoval hudebnímu designu rozhlasových stanic. Je zakladatelem jazzového klubu Blaník (1992–1996) a poté klubu Parník (1996 do současnosti) v Ostravě. Koncertoval na turné, festivalech a klubech v Mexiku, Maroku, Španělsku, Rusku, Litvě, Lotyšsku, Estonsku, na Kubě, ve Finsku, v Gruzii, Holandsku, Švýcarsku, Belgii, Německu, Rakousku, Dánsku, na Maltě, Sicílii v Arménii, Francii, Polsku a v New Yorku. Od roku 1992 je lektorem na Letní jazzové dílně Karla Velebného ve Frýdlantu v Čechách. V roce 2012 založil vydavatelství pod značkou Paradise Music, které produkuje a vydává hudební projekty. V roce 2006 založil festival Jazz Open Ostrava, který je pokračováním open air koncertů Jazz Club Nights z devadesátých let a v roce 2016 založil Spolek Jazz Open Ostrava, který se zabývá také organizováním koncertů a dalšího projektu Silesian Open.

## Vlastní – autorské kapely
- 1980–1986 Jazzová laboratoř
- 1987–2007 TUTU
- od roku 1996 Boris Band Combination (BBC)

## Člen kapel
- 1984–1987 Jazz IQ Martina Kratochvíla
- 1984–1986 Eso & Eva Volná
- 1986–1987  Blues Bandu Luboše Andršta a Petra Lipy
- 1987–1991 Duo s Petrem Lipou, Combo Petra Lipy
- 1987–1991 doprovodná kapela zpěvačky Heidi – Supernova Ivo Pavlíka
- 1989–1996 Ostravský Rozhlasový Orchestr (ORO/JORO),
- 1990–1991 Banket Richarda Mullera
- 2007–2010 Vedoucí Ostravského Rozhlasového Orchestru (ORO/JORO)
- 2007–2010 Flamingo Marie Rottrové
- 2003–2024 Rhythm Desperados
- 2008–2023 Agharta Gang
- 2017–2022 B-Side Band & Vojtěch Dyk

## Diskografie s autorským podílem
| Rok  | Titul                                                             | Interpret–kapela | Vydavatel           |
| ---- | ----------------------------------------------------------------- | --- | ------------------- |
| 1987 | Úplně všechno                                                     | Heidi & Supernova | Supraphon           |
| 1987 | Je to stále tak                                                   | Peter Lipa | Opus                |
| 1988 | That’s The Way It Is                                              | Peter Lipa | Opus                |
| 1988 | Novinka                                                           | Heidi & Supernova | Supraphon           |
| 1989 | Cesta kolem mého těla                                             | Heidi & Supernova | Supraphon           |
| 1990 | Vpred?                                                            | Richard Muller & Banket | Opus                |
| 1991 | Mr. Jazzman                                                       | TUTU | Arta Rec            |
| 1992 | Heidi                                                             | Heidi | Anes                |
| 1992 | Frtka                                                             | J.A.R. | Monitor             |
| 1993 | Modrý album                                                       | Beata Dubasová | Monitor             |
| 1994 | Do nikam                                                          | Rebecca | Marco Music         |
| 1994 | Já si broukám                                                     | Věra Špinarová | Marco Music         |
| 1995 | Nice To Meet You                                                  | Boris Urbánek & Ivan Myslikovjan | Happy Music         |
| 1996 | Sundance                                                          | TUTU | Arta Rec            |
| 1996 | Leona                                                             | Leona Machálková | Happy Music         |
| 1997 | UV Drive                                                          | Emil Viklický | Arta Rec            |
| 1998 | Mrazík – Pohádkový muzikál – Soundtrack orig.cast                 | Karel Gott, Iveta Bartošová, Věra Špinarová, Martin Dejdar a další                                                                                   | Popron              |
| 1999 | Mrazík – Pohádkový muzikál na ledě – Kompletní záznam             | K. Gott, I. Bartošová, V. Špinarová, M. Dejdar, Petr Janda, Jiřina Bohdalová, Milena Asmanová a další                                                | Popron              |
| 2001 | Za vše můžu já                                                    | Věra Špinarová | Fisher Entertaiment |
| 2002 | Báječná Show – Soundtrack k filmu                                 | Věra Špinarová, Dan Bárta, Vil. Čok, Jiří Korn, Heidi, Lucie Vondráčková, Jan Spálený, Petr Janda, Oto Klempíř, Václav Neckář, Norbert Lichý a další | QQ Studio           |
| 2003 | Romeo a Julie – Romantický muzikál na ledě – Soundtrack orig.cast | Lucie Bílá, B. Matuš, V. Špinarová, J. Korn, Marcel Palonder, Athina Langoska, Petr Kotvald, Petr Janda, Hana Křížková                               | EMI                 |
| 2004 | Romeo und Julia (německá verze)                                   | Nicole Sieger, Sascha Krebs, Brigitte Oelke, Nicole Seeger, Zoltan Tombor, Koen Schoots a další                                                      | Sound of Music      |
| 2006 | Volcano                                                           | Rhythm Desperados | Arta Rec            |
| 2007 | Easy Jazz                                                         | Boris Urbánek | Fontana Music Lib.  |
| 2007 | Jazz na hradě                                                     | Boris Urbánek & TUTU | Multisonic          |
| 2008 | There is Hope                                                     | Agharta Gang | Arta Rec.           |
| 2010 | Ad Laudem Advocatorum                                             | Komorní Orch. J. Talicha & Heroldovo kvarteto | ČAK                 |
| 2011 | Jazz na hradě                                                     | Boris Urbánek & Friends | Multisonic          |
| 2012 | Beautiful day                                                     | Michal Žáček | Paradise Music      |
| 2013 | Návštěva po rokoch                                                | Peter Lipa & Milan Lasica |                     |
| 2014 | Deska                                                             | Vojtěch Dyk & B-Side Band | Bujoart             |
| 2014 | S pomocí přátel                                                   | Karel Gott | Supraphon           |
| 2015 | TAMOKOLO                                                          | Tereza Černochová, Petr Bende, Joy, Katarina Hasprová, Patrik Kee, Michal Žáček                                                                      | Paradise Music      |
| 2019 | 10 let Beat ve Swingu                                             | Vojtěch Dyk & B-Side Band & JFO | Bujoart             |
| 2024 | Made in Ostrava                                                   | Boris Band Combination | Paradise Music      |

## Diskografie – hráč/sideman
| Rok  | Titul                               | Interpret–kapela                  | Vydavatel       |
| ---- | ----------------------------------- | --------------------------------- | --------------- |
| 1987 | Škrtni co se nehodí                 | Blues Band Luboše Andršta         | Supraphon       |
| 1988 | Blues Office                        | Blues Band Luboše Andršta         | Supraphon–Artia |
| 1990 | Baladické příběhy                   | Milan Tesař & Milan Zelenka       | Supraphon       |
| 1992 | JORO Live                           | Jazzový orchestr Rozhlasu Ostrava | Český Rozhlas   |
| 1994 | ORO Present Classic                 | Jazzový orchestr Rozhlasu Ostrava | Český Rozhlas   |
| 1996 | To jsem já                          | Renáta Drosslerová & ORO          | Stylton         |
| 1996 | Morituri te salutant                | Torr                              |                 |
| 1997 | S ‘Wonderful – Music of G. Gershwin | Hary Watters & JFO                | Centaur         |
| 2001 | Sejdeme se v dolly                  | Benedikta                         | Indies          |
| 2003 | Tak to chodí                        | Michal Horáček & Jarda Svoboda    | BM Music        |

## Kompilace
| Rok  | Titul                               | Interpret–kapela        | Vydavatel    |
| ---- | ----------------------------------- | ----------------------- | ------------ |
| 1987 | Bratislavské jazzové dni            | TUTU                    | Opus         |
| 1998 | La la la                            | Peter Lipa              | Opus         |
| 2007 | Každý má svůj sen                   | Karel Gott              | GoJa         |
| 2008 | Jam Session na hradě                | Rhythm Desperados       | Arta Rec.    |
| 2009 | Karel Gott 70. Hitů                 | Karel Gott              | Supraphon    |
| 2009 | Muzikál a Film                      | Jiří Korn               | B&M Music    |
| 2009 | České muzikály                      | Lucie Bílá, Karel Gott  | EMI          |
| 2010 | Contemporary Czech Jazz             | Agharta Gang            | Animal Music |
| 2013 | Díky nejen za Jazz, pane prezidente | Boris Urbánek & Friends | Multisonic   |
| 2015 | Duety                               | Karel Gott              | Supraphon    |

## Muzikály
- 1998–2010 – Mrazík "Pohádkový muzikál na ledě"  Boris Urbánek–Jiří Sedláček
- 2010–2014 – Mrazík (NDM v Ostravě)  Boris Urbánek–Jiří Sedláček
- od roku 2015 – Mrazík (Slezské divadlo Opava)  Boris Urbánek–Jiří Sedláček
- 2003–2004 – Romeo a Julie – Romantický muzikál na ledě (Musical On Ice)  Boris Urbánek–Jaromír Nohavica
- 2003–2004 – Romeo und Julia – německá verze (Musical On Ice)
- 2017–2020 – Romeo a Julie (NDM v Ostravě)
- 2021–2023 – Harpagon je lakomec? (NDM v Ostravě) Boris Urbánek–Jiří Krhut

## Filmy
- 1992 – Quido Pecháček – animovaný serial (30. dílů – Prométheus – Krátký film Ostrava)
- 2002 – Báječná Show – animovaný-hudební film, režie Vladimír Mráz
- 2012 – 7 dní hříchů – režie Jiří Chlumský

## TV pořady
- Neváhej a toč! (ČTv Ostrava)
- Na stopě (ČTv Ostrava)
- Hodina pravdy (ČTv Ostrava)
- Postřehy z Francie (ČTv Ostrava)
- Postřehy odjinud (ČTv Ostrava)
- Nota bene (ČTv Ostrava)
- Ta naše povaha česká (ČTv Ostrava)
- Géniové a pábitelé (ČTv Ostrava)
- Report (ČTv Ostrava)

## Hudební design
- Český rozhlas Ostrava (1991–1996)
- Rádio Orion (1993–2000)
- Rádio Zlín (2000)
- Český Rozhlas Olomouc (2000–2004)
- Český rozhlas 2, stanice Praha (2002)
- TV Polar (2001–2022)
- Česká Advokátní Komora (2007–2021)

## Divadelní hudba
- 1990 – Cvokstory – aranžmá, nastudování, účinkující (Divadlo Petra Bezruče Ostrava)
- 1992 – Žízeň u pramene – Fr.Villon (Divadlo Petra Bezruče Ostrava)
- 1993 – Hráč a jeho štěstí – Pavel Kohout (Divadlo Karlovy Vary)
- 1994 – Oidipus vladař – (Divadlo Bratří Mrštíků Brno)
- 1997 – Komik – John Osborne, účinkující (NDM Ostrava)
- 2000 – Klíčovou dírkou – Joe Orton (Divadlo Petra Bezruče Ostrava)

## Jazzová laboratoř (1980–1986)
- Ivan Myslikovjan (sax)
- Jaroslav Šimíček(kyt.,bass)
- Petr Jančar (bass)
- René Šimon(dr)
- Michal Hejna(dr)
- Rostislav Mikeška(dr)

## TUTU (1987–2017)
- MK I. 1987 – Ivan Myslikovjan (sax), Jenny Krompolc (bass), Jaroslav Larmer (kyt), René Šimon (dr)
- MK II. 1988/1992 – Ivan Myslikovjan (sax), Jenny Krompolc (bass), Michal Hejna (dr), Andrej Šeban (kyt), Emil Frátrik(dr)
- MK III. 1993/2002 – Roman Pokorný(kyt), Marek Patrman (dr), Juraj Kalász (bass), Martin Gašpar (bass), Marcel Buntaj (dr)
- MK IV. 2002–2017 – Michal Žáček (sax), Martin Gašpar (bass), Marcel Buntaj (dr), Rudy Horvat (kyt)

## Boris Band Combination (od roku 1996)
Současní členové
- Michal Žáček (soprán saxofon, alt saxofon, flétna)
- Jiří Halada (tenor saxofon, EWI)
- Jenny Krompolc (baskytara)
- Vít Štaigl (kytara)
- Vojta Sedlák (bicí)

Bývalí členové (1996–2023)
- saxofon – Jan Tengler
- trumpeta – Vlastik Šmída
- kytara – Rudy Horvat
- perc – Kuba Kupčík
- baskytara – Jarda Janek, Ulf Gjerdingen
- bicí – Marek Patrman, Patrik Benek, Jenny Krompolc jr., Kristýna Sibinská

Hosté
- klávesy – Józef Skrzek (Pl)
- saxofon, flétna – Jiří Stivín
- saxofon – Ruda Březina, Kuba Doležal, Franta Kop, Rosťa Fraš, Štěpán Flagar, Radek Král, Zbigniew Kaleta, Marcela Kučová, Kryštof Janáček
- trumpeta – Vašek Grigor, Mojmír Blaštík, Petr Kabil
- trombon – Vláďa Ševčík, Věrek Lanča
- vibrafon – Tereza Dvořáková
- kytara – Mario Šeparovič
- bicí – Marcel Buntaj, Michal Wierzgon, Matěj Drabina, Jiří Bučánek
- basa – Marek Dufek, Marek Zeman, Ivan Trpík, Lukáš Mužík, Martin Lehký
- perc. – Michito Sanchez (USA), Dali Mráz
- zpěv – Věra Špinarová, Dasha, Teresa Polk, Gabriela Vermelho, Joy, Tereza Jurová, Markéta Komarová, Dina Sedláčková, Peter Lipa, Petr Němec, Patrik Kee, Mario Šeparovič